# Australian Professional Championship 1966
Die Australian Professional Championship 1966 war ein professionelles Snookerturnier zur Ermittlung des australischen Profimeisters, das vom 8. bis zum 16. August 1966 im Harbord RSL Club in Sydney ausgetragen wurde. Sieger wurde Titelverteidiger Eddie Charlton mit einem Finalsieg über Warren Simpson.

## Turnierverlauf
Es nahmen mit Eddie Charlton, Warren Simpson und Norman Squire nur Spieler teil, die das Turnier bereits mindestens ein Mal gewonnen hatten. Das Turnier startete mit einer Gruppenphase, deren beiden besten Spieler sich danach noch einmal trafen, um den Turniersieger final zu ermitteln.

### Gruppenphase
| Pos. | Spieler        | Partien | S | N | Frames | Diff. |
| ---- | -------------- | ------- | - | - | ------ | ----- |
| 1    | Eddie Charlton | 2       | 2 | 0 | 6:3    | +3    |
| 2    | Warren Simpson | 2       | 1 | 1 | 4:5    | −1    |
| 3    | Norman Squire  | 2       | 0 | 2 | 2:4    | −2    |

| Spiel | Spieler 1      | Ergebnis | Spieler 2      |
| ----- | -------------- | -------- | -------------- |
| 1     | Eddie Charlton | 24:24    | Warren Simpson |
| 2     | Eddie Charlton | 12:12    | Norman Squire  |
| 3     | Warren Simpson | 12:12    | Norman Squire  |

### Finale
| Finale: Best of 13 Frames Harbord RSL Club, Sydney, Australien, 16. August 1966 |                |                |
| Eddie Charlton                                                                  | 7:4            | Warren Simpson |
| –                                                                               | Höchstes Break | –              |
| –                                                                               | Century-Breaks | –              |
| –                                                                               | 50+-Breaks     | –              |